# Ultima Online: Kingdom Reborn
Ultima Online: Kingdom Reborn è un nuovo client grafico del MMORPG Ultima Online presentato il 27 luglio 2007 da Electronic Arts. Kingdom Reborn non viene considerata un'espansione e lo scaricamento del programma è gratuito per i possessori di una registrazione attiva al gioco. L'espansione Stygian Abyss dovrebbe venir pubblicata qualche mese dopo la presentazione di Kingdom Reborn e richiederà Kingbom Reborn per essere utilizzata.
Il client fornisce un aggiornamento della grafica, una nuova interfaccia, nuove chiavi, nuove configurazioni e nuovi caratteri dei personaggi.
Il gioco ha ricevuto alcune critiche per la maggior potenza di calcolo richiesta, il precedente client poteva essere utilizzato su computer con processori a 500 MHz, mentre il Kingdom Reborn per essere utilizzato agevolmente richiede processori con una frequenza di almeno un GHz.

## Caratteristiche di Kingdom Reborn
- Il client utilizza il motore grafico Gamebryo.[2]
- Nuovo sistema di macro
- Aggiornamento dell'interfaccia grafica.